# Nachtigal Peak
Der Nachtigal Peak ist ein 1160 m hoher Berg auf Südgeorgien. Er ragt aus einem Gebirgskamm auf, der sich vom südöstlichen Ausläufer der Allardyce Range in nördlicher Richtung erstreckt. Der Berg befindet sich 6 km östlich des Nordenskjöld Peak an der Westflanke des Kopfendes des Cook-Gletschers.
Deutsche Wissenschaftler des Internationalen Polarjahres (1882–1883) benannten ihn deskriptiv als Kleiner Pik. Das UK Antarctic Place-Names Committee benannte ihn dagegen 1955 in Anlehnung an den benachbarten Nachtigal-Gletscher. Dessen Namensgeber ist der deutsche Afrikaforscher Gustav Nachtigal (1834–1885).